# Vie cachée de Jésus

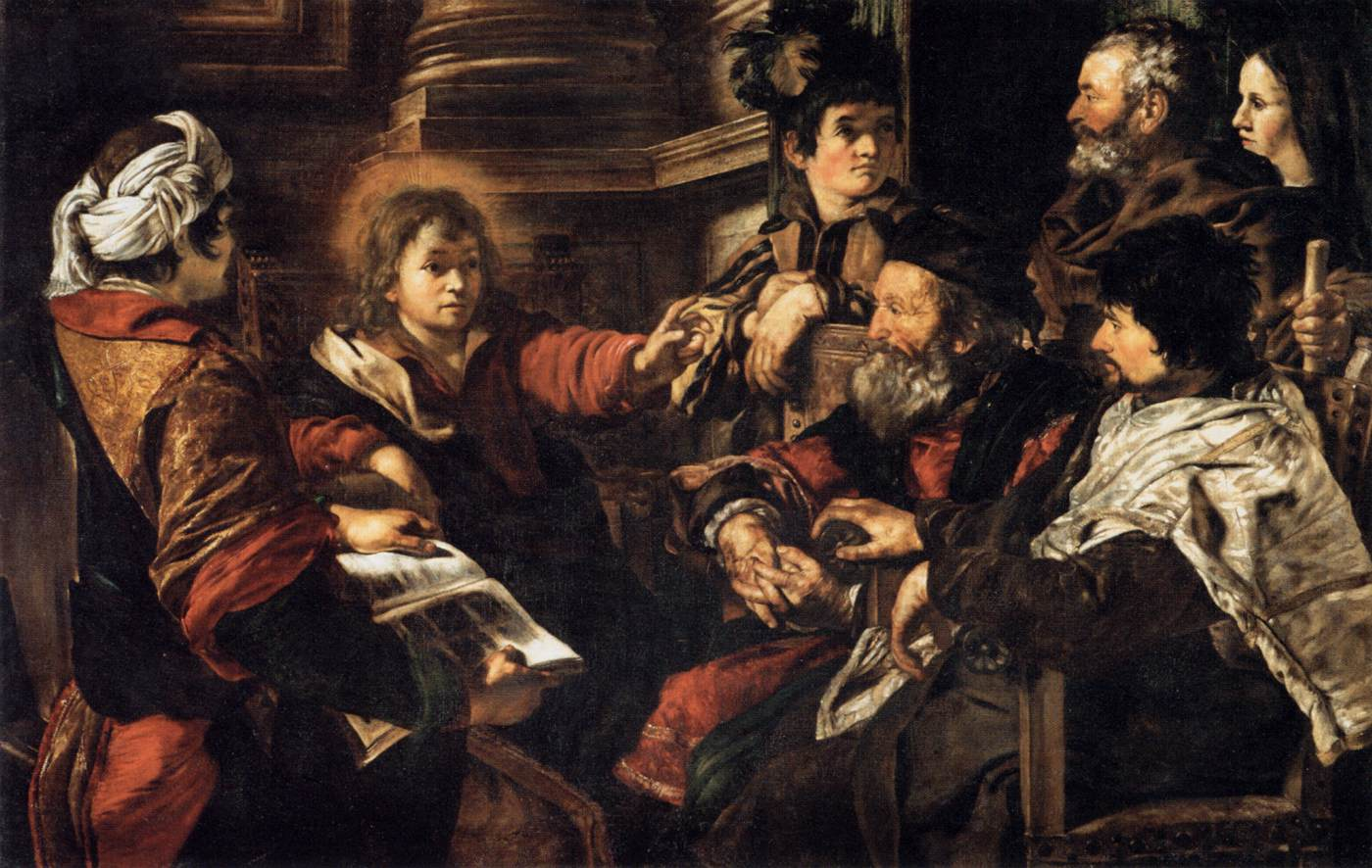
Jésus parmi les docteurs, par Giovanni Serodine (1625), musée du Louvre.

La vie cachée de Jésus est la période correspondant à la vie de Jésus de Nazareth entre la fin de l'enfance et le début de sa prédication, vers l'âge de 30 ans. Les écrits canoniques du christianisme, notamment les quatre évangiles du Nouveau Testament, ne disent rien de ces « années cachées », ou « années obscures », qui ont dès lors donné lieu à de nombreuses hypothèses. 
La vie cachée de Jésus n'a longtemps été abordée, comme le reste de sa biographie, que par un biais apologétique chrétien. À partir du XIXe siècle, les quêtes du Jésus historique ont tenté de reconstituer une « vie de Jésus » en tant que figure importante de la spiritualité humaine, en la débarrassant des dogmes chrétiens.

## L'état de la recherche
Les années de l'existence de Jésus de Nazareth non relatées dans les écrits canoniques du Nouveau Testament sont désignées comme la « vie cachée de Jésus », parfois « années inconnues de Jésus » (Robert Bellarmin) ou, dans la littérature ésotérique, « années perdues »  ou encore « vie privée » en opposition à sa vie publique.
On dispose de peu de documents sur la vie de Jésus, au point que quelques mythistes, au XIXe siècle, sont allés jusqu'à mettre en doute son historicité. À quelques exceptions près, les sources émanent des premières communautés chrétiennes et concernent essentiellement les années de prédication de Jésus, après l'âge de 30 ans. D'un point de vue historien, les seuls éléments connus avec certitude sont ses liens avec Jean le Baptiste et sa crucifixion, trop gênants pour avoir été inventés par ses disciples.
Les historiens et les exégètes actuels estiment que retracer la « vie cachée » de Jésus relèverait de la fantaisie pure et simple. Tout au plus peuvent-ils émettre des hypothèses : Jésus charpentier comme son père, agriculteur, vigneron, pêcheur comme plusieurs des apôtres.
Les historiens contemporains replacent ces années cachées dans le contexte de sa judéité. Ils rejettent à l'unanimité les théories qui font de Jésus un explorateur de la Grande-Bretagne, de l'Égypte, de l'Inde, du Tibet ou du Japon, entre autres. Paula Fredriksen résume l'état de la recherche en indiquant qu'aucun spécialiste sérieux ne situe Jésus en dehors du judaïsme palestinien du Ier siècle.

## Les sources chrétiennes

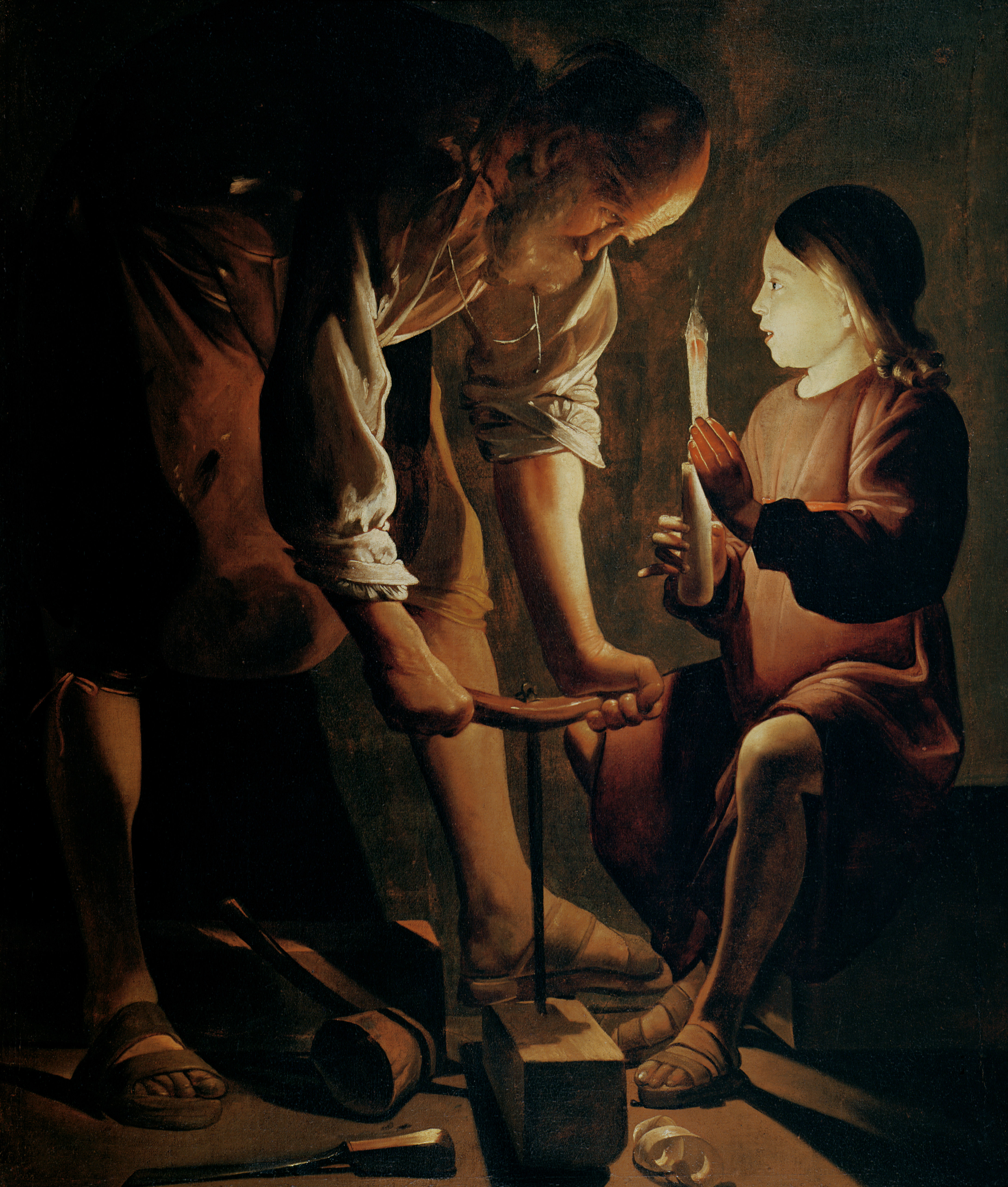
Saint Joseph charpentier, par Georges de La Tour (1643), musée du Louvre.

Les deux évangiles canoniques qui évoquent l'enfance de Jésus, notamment la Nativité et la fuite en Égypte, sont des « récits d'enfance », éléments obligatoires dans la biographie d'un grand homme de l'Antiquité qui « doivent donner la clé de l'homme et de l'action à venir ».
Il s'agit de récits hautement symboliques, comme celui de l'étoile qui guide les rois mages : celle-ci est un signe de prédestination royale dans le monde antique et un symbole messianique pour les juifs. 
Ils ont été prolongés par les écrits plus tardifs des apocryphes et forment un des éléments de la mythologie chrétienne.
Hormis l'épisode de l'évangile selon Luc qui relate la visite au Temple de Jérusalem à l'âge de douze ans, la jeunesse de Jésus jusqu'au début de son ministère, vers l'âge de trente ans, n'est pas mentionnée dans les sources classiques. Cette période est considérée par certains auteurs comme un temps d'apprentissage spirituel.

## Tradition chrétienne
Au XVIe siècle, Robert Bellarmin estime que Jésus n'est pas resté « oisif » mais « forgea le glaive de l'humilité pour trancher la tête du Goliath de l'orgueil. ». Pour l'abbé Pierre Caussel (1651-1728), Jésus-Christ, depuis l'âge de douze ans jusqu'à trente ans environ, « demeura à Nazareth dans la maison de saint Joseph, travaillant de ses mains ».
L'attente jusqu'à l'âge de trente ans est traditionnellement expliquée par la nécessité pour les prêtres juifs, selon la Loi de Moïse, d'attendre cet âge pour entrer dans le sanctuaire lévitique,. Pour d'autres, ces 18 années sont considérées non seulement comme un apprentissage auprès de Joseph (apprentissage spirituel, c'est-à-dire une formation religieuse mais aussi apprentissage manuel de charpentier dans l'atelier de son père), mais comme un éventuel rôle de chef de la famille après le décès présumé de Joseph.

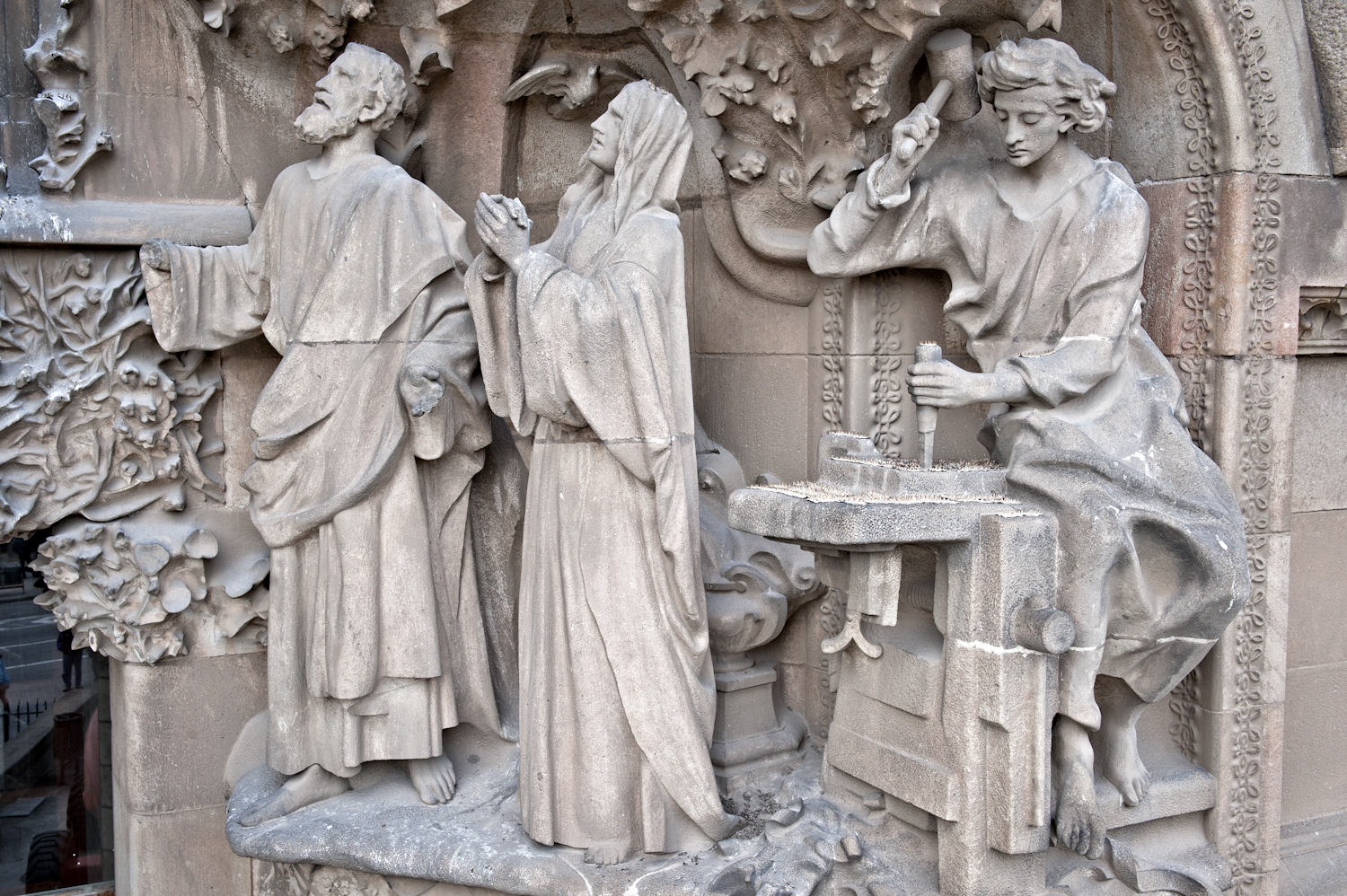
Jésus en charpentier, Porte de la Foi, Sagrada Familia.

Ce type d'interprétation classique a perduré jusqu'au XVIIIe siècle. Durant les deux siècles suivants, se développent des thèses comme celles des voyages de Jésus en Asie dans sa jeunesse ou après sa crucifixion (cf. le village de Shingō au Japon ou le sanctuaire de Roza Bal au Cachemire), ou des contacts supposés avec les Esséniens. Des polémistes juifs créent la légende d'un voyage de Jésus en Égypte où il apprend la magie, comme le rapporte Celse dans son Discours véritable (vers 178). Des légendes du cycle arthurien évoquent un voyage de Jésus adolescent en Angleterre, accompagné de son oncle Joseph d'Arimathie, marchand d'étain qui venait régulièrement s'approvisionner en Cornouailles. À l'image du concept de la translatio imperii, c'est Robert de Boron (XIIe siècle) qui développe dans son roman Joseph d’Arimathie le thème de la translatio religionis en racontant l'histoire de Joseph d’Arimathie qui devient gardien du Graal après la Crucifixion. Son fils Joseph et son gendre Bron le transportent ensuite en Bretagne. Des légendes arthuriennes s'appuient sur ce récit pour magnifier le rôle de Joseph d'Arimathie en le désignant comme le tuteur de Jésus lorsque sa sœur la vierge Marie devient veuve. De Judée, le marchand serait passé en France avec Marie-Madeleine, Marthe et Lazare, puis en Angleterre où il aurait semé les germes du christianisme. Différents récits, produits d'un syncrétisme entre traditions celtiques arthuriennes et chrétiennes racontent que Jésus aurait passé une partie de ses « années perdues » à Priddy et à Glastonbury.
L'exégèse chrétienne a généralement rejeté ces théories et soutient que rien n'est connu de cette période de la vie de Jésus, alors que des publications islamiques soutiennent le contraire. Ces thèses sont notamment reprises par les fidèles de l'ahmadisme (fin du XIXe siècle). Ce terme se rencontre également dans la littérature ésotérique ou New Age.

## Culture populaire
Le romancier allemand Siegfried Obermeier a publié un best-seller en Allemagne, en 1983 avec son livre sur Jésus en Inde, construit en grande partie sur les thèses d'Ahmad et de Nicolas Notovitch. La thèse d'Ahmad est favorisée par docteur Fida M. Hassnain (2008), directeur des archives et musée du Cachemire. L'histoire a été rendue publique dans le livre Jesus' Tomb in India, un documentaire de la BBC, un reportage de France 5 et un film de Paul Davids.